# Santiago Segura
Santiago Segura Silva (Madrid, 17 de julho de 1965) é um ator e diretor espanhol. Em 1996, ganhou o Prêmio Goya de melhor ator revelação pelo seu papel no filme El día de la bestia.